# 三上丈
三上 丈（みかみ じょう、1996年10月6日 - ）は、日本の男性声優。岩手県滝沢市出身。スペースクラフト（2016-2021）Apollo Bay（ライブ・ビューイング・ジャパン）(2021）に所属していた。現在はフリーランス。

## 略歴
代々木アニメーション学院仙台校、東京校卒業。
かつてはスペースクラフト・エンターテイメントに所属していたが、2020年10月末をもって退所。2021年2月25日よりApollo Bayに所属。2021年9月30日をもって退所。現在はフリーランス。

## 人物
小学生時代から野球をやっており、当時はアニメにはあまり興味はなかったが、友人からの勧めでアニメを見るようになり、それからアニメに興味を持ち、声優に意識することになる。声優を目指すきっかけとなったアニメ作品に『とらドラ!』を挙げており、声優を意識したアニメ作品に『おおかみこどもの雨と雪』を挙げている。

## 出演
太字はメインキャラクター。

### テレビアニメ
- 美男高校地球防衛部LOVE!LOVE!（2016年、生徒）
- ダイヤのA actII（2019年 - 2020年、山内昴）
- 異常生物見聞録（2020年、好人[4]）

### ゲーム
- 一血卍傑-ONLINE-（2017年、イタデン[5]）
- WAR OF BRAINS（2018年、マッシュ / 闇を穿つ醒龍[2]）
- FoodFantasy(車海老)

### ドラマCD
- 国民的スターに恋してしまいました（茅野黎也）

### ラジオドラマ
※はインターネット配信。
- 【WEBドラマ】オトコのコはアイドルになりたい!?（2019年 - 2020年、ニコニコチャンネル※、イツキ役）

### ラジオ
※はインターネット配信。
- 【WEBラジオ】オトコのコはアイドルになりたい!?（2019年 - 2020年、ニコニコチャンネル・アニメイトタイムス※）

### テレビ番組
※はインターネット配信。
- 【動画】オトコのコはアイドルになりたい!?（2019年 - 2020年、ニコニコチャンネル※）